# Krumme Steyr
Die Krumme Steyr ist ein gut 5 km langer linker Zufluss der Steyr im Toten Gebirge in Oberösterreich.

## Verlauf
Die Krumme Steyr entspringt zwischen Unterer und Oberer Salmeralm am Ostabhang des Großen Priels im Toten Gebirge. Sie fließt zunächst steil über Stufen und Wasserfälle Richtung Süden ins Tal und wendet sich am breiten Talboden Richtung Osten. In der Polsterlucke speist sie über einen Stichgraben den künstlich angelegten Schiederweiher, der unterhalb wieder in die Krumme Steyr abfließt. Rund 300 m weiter mündet der Fluss von links in die Steyr.

## Einzugsgebiet und Wasserführung
Das Einzugsgebiet der Krummen Steyr misst 20,7 km² und erstreckt sich über rund 1900 Höhenmeter bis zum Großen Priel (2515 m ü. A.).
Der mittlere Abfluss am Pegel Polsterlucke beträgt 2,31 m³/s. Die extrem hohe Abflussspende von 148 l/s·km² lässt sich dadurch erklären, dass es sich um ein Karstgebiet handelt und das tatsächliche unterirdische Einzugsgebiet wesentlich größer ist als das dem Oberflächenrelief entsprechende.
Auch die starke Schwankung des Abflusses mit Niederschlägen und der Schneeschmelze im Frühjahr ist auf die Lage im Karst zurückzuführen. Der abflussreichste Monat ist der Juni mit einem mittleren Abfluss von 6,70 m³/s, mehr als dem Fünfzigfachen des abflussärmsten Monats Februar (0,13 m³/s).

## Natur
Der gesamte Verlauf der Krummen Steyr ist sehr naturnah. Breite Umlagerungsstrecken, auf denen die Schotterbetten bei Niedrigwasser zur Gänze trockenfallen, wechseln sich mit ruhig fließenden tiefen Abschnitten ab. Die Uferbereiche bestehen aus verschiedenen ökologisch wertvollen Grünlandflächen, die durch den Schotterboden und durch
Überflutungen geprägt sind.